# Hoogheemraadschap van de Vijfheerenlanden
Het Hoogheemraadschap van de Vijfheerenlanden was een waterschap in de Vijfheerenlanden in de provincie Zuid-Holland.
Het waterschap was verantwoordelijk voor de vervening, drooglegging en later de waterhuishouding in de polder.